# 越南共和國軍軍醫
越南共和國軍醫是越南共和國軍隊的軍事醫療部門，隸屬於總參謀部的後勤總局的垂直管理。前身爲1951年2月12日成立的越南國國防部下屬的中央軍醫署（Nha quân y trung ương），領導爲國防部長任命的監督。 在越南共和國成立之後，軍醫部門仍保留原有結構。 1966年1月1日，軍醫署更名為軍醫局，隸屬於越南共和國軍隊總參謀部後勤總局。 軍醫局調度所有醫務專業活動，包括醫療設施、後勤支援單位如：軍用藥物、軍犬、輸血中心、整形和戰術兵團所屬的各單位。
- 聖祖：海上懶翁[1]

## 組織
軍醫局是越南共和國軍隊軍醫的最高機關，主要任務是爲現役人數100多萬的越南共和國軍隊中的傷病員治療，以及與民間醫院合作，向全國部分平民提供治療，範圍包括：首都西貢-堤岸、44個小區（省份）、5個特區和194個分區，其中包括共和國總醫院（Tổng Y Viện Cộng Hòa）和許多的軍醫院、軍民醫院、小區（省）醫院、 分區軍醫站和專科中心。